# Ustilaginomycetidae
Sous-classe
les Ustilaginomycetidae sont une sous-classe de champignons, de la classe des Ustilaginomycetes et de la division des Basidiomycètes. Elle comprend 33 genres téléomorphes et un  anamorphe.

## Liste des ordres
Selon ITIS (5 juillet 2015) :
- ordre Ustilaginales

## Liste des classes, ordres, familles, genres, espèces, variétés, formes et non-classés
Selon NCBI (5 juillet 2015) :
- classe Ustilaginomycetes
  - ordre Urocystidales
    - famille Doassansiopsaceae
      - genre Doassansiopsis
        - Doassansiopsis deformans
        - Doassansiopsis limnocharidis

    - famille Fereydouniaceae
      - genre Fereydounia
        - Fereydounia khargensis

    - famille Floromycetaceae
      - genre Antherospora
        - Antherospora hortensis
        - Antherospora muscari-botryoidis
        - Antherospora scillae
        - Antherospora tractemae
        - Antherospora vaillantii
        - Antherospora vindobonensis

      - genre Floromyces
        - Floromyces anemarrhenae

    - famille Glomosporiaceae
      - genre Thecaphora
        - Thecaphora affinis
        - Thecaphora alsinearum
        - Thecaphora amaranthi
        - Thecaphora capensis
        - Thecaphora cerastii
        - Thecaphora frezii
        - Thecaphora haumanii
        - Thecaphora hedysari
        - Thecaphora hennenii
        - Thecaphora italica
        - Thecaphora lathyri
        - Thecaphora leptideum
        - Thecaphora melandrii
        - Thecaphora oxalidis
        - Thecaphora oxytropis
        - Thecaphora polymniae
        - Thecaphora saponariae
        - Thecaphora schwarzmaniana
        - Thecaphora seminis-convolvuli
        - Thecaphora solani
        - Thecaphora spilanthis
        - Thecaphora thlaspeos

    - famille Melanotaeniaceae
      - genre Melanotaenium
        - Melanotaenium cingens
        - Melanotaenium endogenum
        - Melanotaenium euphorbiae

      - non-classé mitosporic Melanotaeniaceae
        - genre Rhodotorula

    - famille Urocystidaceae
      - genre Flamingomyces
        - Flamingomyces ruppiae

      - genre Melanoxa
        - Melanoxa oxalidiellae
        - Melanoxa oxalidis

      - genre Melanustilospora
        - Melanustilospora ari

      - genre Mundkurella
        - Mundkurella kalopanacis

      - genre Urocystis
        - Urocystis agropyri
        - Urocystis alopecuri
        - Urocystis alstroemeria
        - Urocystis anemones
        - Urocystis beckmanniae
        - Urocystis bulbocodii
        - Urocystis carcinodes
        - Urocystis colchici
        - Urocystis corsica
        - Urocystis eranthidis
        - Urocystis ficariae
        - Urocystis fischeri
        - Urocystis floccosa
        - Urocystis galanthi
        - Urocystis irregularis
        - Urocystis junci
        - Urocystis ornithogali
        - Urocystis primulae
        - Urocystis ranunculi
        - Urocystis syncocca
        - Urocystis trillii
        - Urocystis ulei

      - genre Ustacystis
        - Ustacystis waldsteiniae

      - genre Vankya
        - Vankya heufleri
        - Vankya ornithogali

  - ordre Ustilaginales
    - famille Anthracoideaceae
      - genre Anthracoidea
        - Anthracoidea arenaria
        - Anthracoidea aspera
        - Anthracoidea baldensis
        - Anthracoidea bigelowii
        - Anthracoidea buxbaumii
        - Anthracoidea capillaris
        - Anthracoidea caricis
        - Anthracoidea caricis-albae
        - Anthracoidea caricis-meadii
        - Anthracoidea carphae
        - Anthracoidea curvulae
        - Anthracoidea elynae
        - Anthracoidea fischeri
        - Anthracoidea globularis
        - Anthracoidea heterospora
        - Anthracoidea hostianae
        - Anthracoidea inclusa
        - Anthracoidea irregularis
        - Anthracoidea karii
        - Anthracoidea lasiocarpae
        - Anthracoidea limosa
        - Anthracoidea misandrae
        - Anthracoidea paniceae
        - Anthracoidea pratensis
        - Anthracoidea rupestris
        - Anthracoidea sclerotiformis
        - Anthracoidea sempervirentis
        - Anthracoidea subinclusa
        - Anthracoidea turfosa
        - Anthracoidea vankyi

    - famille Cintractiaceae
      - genre Ustanciosporium
        - Ustanciosporium appendiculatum
        - Ustanciosporium gigantosporum
        - Ustanciosporium standleyanum
        - Ustanciosporium taubertianum

    - famille Uleiellaceae
      - genre Uleiella
        - Uleiella chilensis

    - famille Ustilaginaceae
      - genre Anomalomyces
        - Anomalomyces panici
        - Anomalomyces yakirrae

      - genre Anthracocystis
        - Anthracocystis abscondita
        - Anthracocystis anthracoideispora
        - Anthracocystis apludae-aristatae
        - Anthracocystis bothriochloae
        - Anthracocystis caledonica
        - Anthracocystis cenchri
        - Anthracocystis cenchri-elymoidis
        - Anthracocystis chrysopogonis
        - Anthracocystis cymbopogonis-bombycini
        - Anthracocystis destruens
        - Anthracocystis elionuri
        - Anthracocystis enteromorph
        - Anthracocystis everhartii
        - Anthracocystis fallax
        - Anthracocystis formosana
        - Anthracocystis gayana
        - Anthracocystis heteropogonicola
        - Anthracocystis hwangensis
        - Anthracocystis loudetiae-pedicellatae
        - Anthracocystis mexicana
        - Anthracocystis mutabilis
        - Anthracocystis ovaria
        - Anthracocystis panici-leucophaei
        - Anthracocystis penniseti
        - Anthracocystis polliniae
        - Anthracocystis provincialis
        - Anthracocystis pseudanthistiriae
        - Anthracocystis sehimatis
        - Anthracocystis setariae
        - Anthracocystis themedae-arguentis
        - Anthracocystis trispicatae
        - Anthracocystis tumefaciens
        - Anthracocystis walkeri
        - Anthracocystis whiteochloae
        - Anthracocystis xerofasciculata

      - genre Bromeliago
      - genre Cintractia
        - Cintractia amazonica
        - Cintractia axicola
        - Cintractia fimbristylicola
        - Cintractia limitata
        - Cintractia michellii
        - Cintractia sorghi
        - Cintractia sorghi-vulgaris
        - Cintractia taubertiana

      - genre Dermatosorus
        - Dermatosorus cyperi

      - genre Eriocortex
        - Eriocortex eriocauli

      - genre Farysia
        - Farysia chardoniana
        - Farysia thuemenii

      - genre Franzpetrakia
        - Franzpetrakia microstegii

      - genre Gymnocintractia
        - Gymnocintractia cubensis
        - Gymnocintractia montagnei
        - Gymnocintractia neomontagnei
        - Gymnocintractia rhynchosporae
        - Gymnocintractia samanensis

      - genre Heterotolyposporium
        - Heterotolyposporium lepidospermatis
        - Heterotolyposporium piluliforme

      - genre Langdonia
        - Langdonia confusa

      - genre Leucocintractia
        - Leucocintractia leucodermoides
        - Leucocintractia scleriae

      - genre Macalpinomyces
        - Macalpinomyces arundinellae-setosae
        - Macalpinomyces bursus
        - Macalpinomyces eragrostiellae
        - Macalpinomyces eriachnes
        - Macalpinomyces ewartii
        - Macalpinomyces loudetiae
        - Macalpinomyces mackinlayi
        - Macalpinomyces neglectus
        - Macalpinomyces simplex
        - Macalpinomyces spermophorus
        - Macalpinomyces trichopterygis
        - Macalpinomyces tristachyae
        - Macalpinomyces tubiformis
        - Macalpinomyces viridans

      - genre Melanopsichium
        - Melanopsichium pennsylvanicum
          - non-classé Melanopsichium pennsylvanicum 4

      - genre Moesziomyces
        - Moesziomyces bullatus
        - Moesziomyces eriocauli

      - genre Moreaua
        - Moreaua bulbostylidis
        - Moreaua fimbristylidis

      - genre Mycosyrinx
        - Mycosyrinx cissi

      - genre Parvulago
        - Parvulago marina

      - genre Pericladium
        - Pericladium grewiae

      - genre Portalia
        - Portalia uljanishcheviana

      - genre Restiosporium
        - Restiosporium meneyae
        - Restiosporium restionum

      - genre Schizonella
        - Schizonella cocconii
        - Schizonella melanogramma

      - genre Shivasia
        - Shivasia solida

      - genre Sporisorium
        - Sporisorium aegypticum
        - Sporisorium andrewmitchellii
        - Sporisorium andropogonis
        - Sporisorium andropogonis-micranthi
        - Sporisorium anthistiriae
        - Sporisorium aristidicola
        - Sporisorium arthraxonis
        - Sporisorium bicornis
        - Sporisorium catharticum
        - Sporisorium consanguineum
        - Sporisorium cordobense
        - Sporisorium cruentum
        - Sporisorium culmiperdum
        - Sporisorium dietelianum
        - Sporisorium dimeriae-ornithopodae
        - Sporisorium doidgeae
        - Sporisorium erythraeense
        - Sporisorium exsertum
        - Sporisorium fascicularis
        - Sporisorium fastigiatum
        - Sporisorium foveolati
        - Sporisorium fraserianum
        - Sporisorium holwayi
        - Sporisorium iseilematis-ciliati
        - Sporisorium lacrymae-jobi
        - Sporisorium lanigeri
        - Sporisorium lepturi
        - Sporisorium manilense
        - Sporisorium microsporum
        - Sporisorium mishrae
        - Sporisorium mitchellii
        - Sporisorium modestum
        - Sporisorium monakai
        - Sporisorium moniliferum
        - Sporisorium nealii
        - Sporisorium nervosum
        - Sporisorium occidentale
        - Sporisorium ophiuri
        - Sporisorium panici
        - Sporisorium paspali-notati
        - Sporisorium pseudechinolaenae
        - Sporisorium puellare
        - Sporisorium pulverulentum
        - Sporisorium queenslandicum
        - Sporisorium rarum
        - Sporisorium reilianum
          - non-classé Sporisorium reilianum SRZ2
          - forme Sporisorium reilianum f. sp. reilianum
          - forme Sporisorium reilianum f. sp. zeae

        - Sporisorium ryleyi
        - Sporisorium scitamineum
          - non-classé Sporisorium scitamineum JG36

        - Sporisorium sehimicola
        - Sporisorium sorghi
        - Sporisorium spinulosum
        - Sporisorium tenue
        - Sporisorium trachypogonicola
        - Sporisorium trachypogonis-plumosi
        - Sporisorium tristachyae
        - Sporisorium tumiforme
        - Sporisorium veracruzianum
        - Sporisorium vermiculum
        - Sporisorium wynaadense

      - genre Stegocintractia
        - Stegocintractia luzulae
        - Stegocintractia spadicea

      - genre Tolyposporium
        - Tolyposporium isolepidis
        - Tolyposporium junci
        - Tolyposporium neillii
        - Tolyposporium rhynchosporae-cephalotis

      - genre Tranzscheliella
        - Tranzscheliella hypodytes
        - Tranzscheliella minima
        - Tranzscheliella williamsii

      - genre Trichocintractia
        - Trichocintractia utriculicola

      - genre Triodiomyces
        - Triodiomyces triodiae

      - genre Tubisorus
        - Tubisorus pachycarpus

      - genre Ustilago
        - Ustilago aeluropodis
        - Ustilago affinis
        - Ustilago alcornii
        - Ustilago altilis
        - Ustilago austro-africana
        - Ustilago avenae
        - Ustilago bouriqueti
        - Ustilago bromina
        - Ustilago bromivora
        - Ustilago bullata
        - Ustilago calamagrostidis
        - Ustilago chloridis
        - Ustilago coicis
        - Ustilago comburens
        - Ustilago crameri
        - Ustilago curta
        - Ustilago cynodontis
        - Ustilago davisii
        - Ustilago drakensbergiana
        - Ustilago echinata
        - Ustilago esculenta
          - non-classé Ustilago esculenta Longjiao2

        - Ustilago filiformis
        - Ustilago hordei
          - non-classé Ustilago hordei Uh4857-4

        - Ustilago inaltilis
        - Ustilago ixophori
        - Ustilago kamerunensis
        - Ustilago lituana
        - Ustilago longissima
          - variété Ustilago longissima var. macrospora

        - Ustilago maydis
          - non-classé Ustilago maydis 521
          - non-classé Ustilago maydis FB1

        - Ustilago neyraudiae
        - Ustilago nuda
        - Ustilago nunavutica
        - Ustilago pamirica
        - Ustilago panici-gracilis
        - Ustilago phrygica
        - Ustilago porosa
        - Ustilago quitensis
        - Ustilago schmidtiae
        - Ustilago schroeteriana
        - Ustilago shiraiana
        - Ustilago sparsa
        - Ustilago sparti
        - Ustilago spermophora
        - Ustilago sphaerogena
        - Ustilago spinificis
        - Ustilago sporoboli-indici
        - Ustilago striiformis
        - Ustilago syntherismae
        - Ustilago tragana
        - Ustilago trichophora
        - Ustilago tritici
        - Ustilago turcomanica
        - Ustilago vetiveriae
        - Ustilago williamsii
        - Ustilago xerochloae

      - genre Websdanea
        - Websdanea lyginiae

      - non-classé mitosporic Ustilaginaceae
        - genre Pseudozyma
          - Pseudozyma abaconensis
          - Pseudozyma alboarmeniaca
          - Pseudozyma antarctica
            - non-classé Pseudozyma antarctica T-34

          - Pseudozyma aphidis
            - non-classé Pseudozyma aphidis DSM 70725

          - Pseudozyma brasiliensis
            - non-classé Pseudozyma brasiliensis GHG001

          - Pseudozyma churashimaensis
          - Pseudozyma crassa
          - Pseudozyma flocculosa
            - non-classé Pseudozyma flocculosa PF-1

          - Pseudozyma fusiformata
          - Pseudozyma graminicola
          - Pseudozyma hubeiensis
            - non-classé Pseudozyma hubeiensis SY62

          - Pseudozyma jejuensis
          - Pseudozyma parantarctica
          - Pseudozyma prolifica
          - Pseudozyma rugulosa
          - Pseudozyma shanxiensis
          - Pseudozyma siamensis
          - Pseudozyma thailandica
          - Pseudozyma tsukubaensis
          - Pseudozyma vetiver

    - non-classé mitosporic Ustilaginales
      - genre Farysizyma
        - Farysizyma itapuensis
        - Farysizyma taiwaniana

      - genre Rhodotorula
        - Rhodotorula acheniorum